# Jayapura (Regierungsbezirk)
Jayapura ist ein indonesischer Regierungsbezirk (Kabupaten) in der indonesischen Provinz Papua auf der Insel Neuguinea. Stand 2020 leben hier circa 170.000 Menschen. Der Regierungssitz des Kabupaten Jayapura ist die Stadt Sentani. Die Großstadt Jayapura bildet eine eigene Verwaltungseinheit und gehört somit nicht zum Regierungsbezirk Jayapura.

## Geographie
Der Kabupaten Jayapura liegt im Osten der Provinz Papua. Es grenzt im Osten an die Stadt Jayapura und den Regierungsbezirk Keerom. Im Süden grenzt es an die Regierungsbezirke Pegunungan Bintang, Yahukimo und Yalimo. im Westen grenzt Jayapura an Sarmi und im Norden an den Pazifik. Im Nordwesten des Regierungsbezirk liegt der größte Binnensee Westpapuas, der Sentani-See. Administrativ unterteilt sich Jayapura in 19 Distrikte (Distrik) mit 144 Dörfern, davon 139 Kampung und fünf Kelurahan. 

## Einwohner
2020 lebten im Kabupaten Jayapura 171.157 Menschen. Die Bevölkerungsdichte beträgt 15 Personen pro Quadratkilometer. 67,7 Prozent der Einwohner sind Protestanten, 26,5 Prozent Muslime und 5,5 Prozent Katholiken und 0,3 Prozent Hindus und Buddhisten.

## Transport
Der östlichste Flughafen Indonesiens, der Flughafen Sentani, liegt im Regierungsbezirk Jayapura. 